# Sonometru

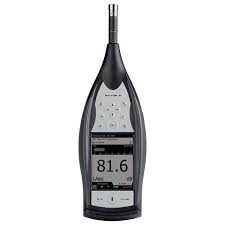
Sonometru

Sonometrul este un instrument de măsurare a nivelului presiunii acustice (sunete pure sau sunete complexe, zgomote), compus dintr-un microfon direcțional sau din ambianță, un amplificator, un voltmetru gradat în decibeli și eventual un filtru trece-bandă, în general de octavă sau de treime de octavă. Variantele mai evoluate conțin reglaje de sensibilitate, niveluri maxime și minime, afișaje digitale ale sunetelor impulsionale, înregistrate pe fracțiune de secundă, până la intensități sonore medii, pe durate mai mult sau mai puțin lungi.
Sonometrele sunt utilizate frecvent în studii de poluare acustică pentru determinarea aproape a oricărui tip de zgomot, dar în mod special pentru domeniile industrial, protecția mediului și zgomot aeroportuar. 
Sonometrul este proiectat pentru a răspunde la sunet în aproximativ același mod ca și urechea umană, în vederea obținerii de măsurători obiective, reproductibile ale nivelului de presiune acustică.
Totuși, valorile indicate de sonometru nu sunt identice cu percepția sunetului de către urechea umana. Pentru aceasta Standardul International pentru performanțele sonometrelor IEC 61672:2013 prevede includerea și utilizarea filtrului A de ponderare în frecvență precum și altor curbe de ponderare C și Z (zero).

## Curba "A" de ponderare în frecvență
În aproape toate țările, utilizarea ponderării pe curba A se face pentru protecția muncitorilor la zgomotul la care sunt expuși la locul de muncă. Curba A se bazează pe curbele de contur de tărie constantă și este cerință legală pentru aproape toate măsurările, în timp ce curbele 'C' și 'Z' sunt opționale.
Inițial, curba de ponderare A s-a utilizat pentru determinări de zgomot în jurul valorii de 40 dB (SPL), dar în prezent se folosește pentru toate nivelurile. Curba C se utilizează încă pentru măsurarea valorilor de vârf.

## Leq nivel de sunet echivalent continuu
În determinarea zgomotului se utilizează valori mediate în timp. Acesta este nivelul mediat în timp denumit uzual 'nivel de sunet continuu echivalent' are ca simbol formal LAT așa cum este descris în paragraful 3,9 "Definiții" în IEC 61672-1. Totuși. în uzul curent, în principal din motive istorice LAT este utilizat ca Leq.
Formal, LAT reprezintă de 20 de ori logaritmul în baza 10 al raportului dintre valoarea RMS ponderată în frecvență A a presiunii acustice în timpul unui interval și presiunea acustică de referință (20uPa). Pentru a măsura Leq este necesar un sonometru integrator-mediator; iar valoarea măsurată este logaritmul în baza 10 a nivelului împărțit la timp.

## Standarde Internaționale
Standardele Internaționale care definesc sonometrele sunt:
IEC 61672 : 2013 "Electroacustică - sonometre" 
IEC 61252 : 1993 "Electroacustică - expozimetre" 
IEC 60942 : 2003 "Electroacustică - calibratoare acustice" 
Până în 2003 au fost în vigoare standarde separate pentru sonometrele exponențiale și liniare, începând cu IEC 61672 sunt descrise ambele. Sonometrul clasic exponențial era descris original prin IEC 60651, în timp ce sonometrele liniare integratoare erau descrise de IEC60804. Atât IEC 60651 cât și 60804 includeau 4 clase de precizie, numite "tipuri". În IEC 61672 acestea au fost reduse la doar două clase de precizie 1 și 2. Aceste standarde nu mai trebuie utilizate în special pentru orice cerință de achiziționare oficială, deoarece ele au prevederi inferioare de precizie față de IEC 61672.